# 夢で逢えたら (テレビ番組)
『夢で逢えたら』（ゆめであえたら）は、フジテレビ系列で放送されていたフジテレビ製作のバラエティ番組である。
製作局のフジテレビでは1988年10月14日（10月13日深夜）から1991年11月30日まで放送された。

## 概要
後にお笑い第三世代の代表的存在となるダウンタウン、ウッチャンナンチャン、清水ミチコ、野沢直子が出演していた深夜番組。全国ネット以降のオープニング映像においては、番組タイトルに「A SWEET NIGHTMARE」という副題が付けられている。
番組構成は各回のテーマに沿ったコントが中心であり、1、2分単位のショートコントと連続ドラマ仕立ての長めのコントからなる。「ガララニョロロ」「伊集院みどり」「サービス」「タキシーズ」「ポチ&卍丸」など多数の人気キャラクターが生まれた。「バッハスタジオII」のコーナーでは当時起こっていたバンドブームの波に乗り、清水以外音楽経験のないレギュラー陣がバンドを結成して数々の課題曲に挑戦。講師として、ユニコーンやTHE BOOMら売り出し中の若手人気バンドが数多く登場した。
番組タイトルは、NHKの往年のバラエティ番組『夢であいましょう』をもじったもので、当番組のプロデューサーを務めた佐藤義和が学生時代に見ていたこの番組を意識して名付けられた。また、テーマに沿ったショートコント、音楽コーナー、ダンスという構成も『夢であいましょう』になぞらえたものである。
放送開始から半年間は関東ローカルで、フジテレビと一部の系列局のみで放送されていた。当初は金曜（木曜深夜）2時過ぎの放送だったためか、初期の視聴率は1%を切ることもあったが（初回平均視聴率は0.5%）、徐々に人気が高まり、やがて5%を超えるようになった（最高平均視聴率は4.9%）。土曜に移って全国ネット化してからは、深夜番組としては異例の最高平均視聴率20.4%（初回平均視聴率は16.8%）という高視聴率を記録した。

## 放送時間
いずれも日本標準時、フジテレビでの放送時間。
- 金曜 2:05 - 2:35 （1988年10月14日 - 1989年3月24日） - フジテレビでは『JOCX-TV2』枠で放送。東海テレビでも1988年11月から『スーパーナイト24』枠で放送。
- 土曜 23:30 - 翌0:00 （1989年4月15日 - 1991年11月30日） - 全国ネット化。これ以後、松下電器産業（現・パナソニック）の一社提供で放送されるようになった。[注釈 2]

## 出演者
全員レギュラーメンバー。基本的には全員が揃って出演していたが（野沢の降板以後は5人が出演）、1989年1月29日放送分ではダウンタウンが揃って休みを取った（詳細は後述）。また、同年2月10日放送分では浜田が休んだ。
- ダウンタウン（浜田雅功・松本人志）
- ウッチャンナンチャン（内村光良・ 南原清隆）
- 清水ミチコ
- 野沢直子 - 1991年3月23日放送分をもって降板。

## 歴代スタッフ
- アートディレクター：永島佳
- 構成：廣岡豊、清水東、藤沢めぐみ、和泉光晴、乙川恒樹、内村宏幸、高須光聖、八田雅弘、長田充、小笠原英樹
- 音楽：西原均、重村正道
- 振付：ただのあっ子
- 美術製作：永本允
- デザイン：水上啓光
- 美術進行：石森慎司、金子隆、小野秀樹、林勇
- 大道具：黒木一行
- 装飾：高田修司、三浦清隆、日塔章
- 持道具：栗原美智代
- 衣装：石井久美子、木村直美
- メイク：牧瀬典子
- スタイリスト：多田えつ子
- アクリル装飾：川島正義
- タイトル：岩崎光明
- ペイント：PKRAKOWER
- TD：島本健司
- カメラ：田中祥嗣
- 音声：間野目政孝
- VE：高瀬義美、田中十内、田畑司、原啓教、大坪裕二
- 照明：春日叔之、北沢正樹
- 音響効果：戸辺豊、志田博英
- 編集：石附順一
- MA：新野真、植松巌
- プロデューサー：佐藤義和
- ディレクター：星野淳一郎、吉田正樹、小須田和彦
- 制作協力：USSO
- 技術協力：ニユーテレス
- 制作著作：フジテレビ

## オープニング・ビデオクリップ
土曜時代のオープニングでは主題歌を歌うバンドの演奏シーンと共に出演者個別の紹介ムービーが流れた。プロデューサーの佐藤が担当していたオレたちひょうきん族がEDテーマの曲名や歌詞に「土曜日」「土曜」「Saturday」といったキーワードが含まれていた事にならい、『働く男』以降のテーマの歌詞には「夢」が含まれている。最後の部分は一貫して、アウトロ部分で提供クレジットを表示し、曲が終わるとメンバーの一人がその週のテーマを叫ぶ構成となっていた。
「女神達への情歌 (報道されないY型の彼方へ)」（サザンオールスターズ、1989年4月22日 - 1989年9月30日）
メンバーが寝起きのパジャマ姿（松本は浴衣）で静かにサザンのMVを眺める。曲に合ったけだるい雰囲気のオープニングであった。なお、モチーフは「女神達への情歌」のMVである。桑田佳祐役を内村が演じている。レギュラー放送の最終回企画となった1991年11月2日・9日・16日の「秋のリクエスト祭り」では2日放送分のオープニングとして流された（この時はラストカットの新聞記事のまま提供が表示された）。
「フリフリ'65」（サザンオールスターズ、1989年10月7日 - 1990年3月24日）
前作「女神達への情歌（報道されないY形の彼方へ）」の時はMVの流用であったが、本作以降は完全に番組オリジナルの映像となる。メンバーそれぞれが異なるシチュエーションで登場し（朝食をとる南原、皿洗いをする清水、入浴する野沢、自画像を書く内村、トイレで用を足す浜田、将棋をする松本）、最後はメンバーとサザンオールスターズが立食パーティーを始めるが、乾杯と同時にいきなりワインを掛け合う。提供クレジットはテーマを叫ぶ部分も含め別のセットの映像に切り替わるが、クリップ自体はワインを掛け合った後の提供部分まで続いていた。この代まではクリップはフィルム撮影だった（番組自体は一貫してVTR収録）。1991年11月の「秋のリクエスト祭り」では2日放送分のエンディングで上記のノーカット版が流された。
「働く男」（UNICORN、1990年3月31日 - 1990年10月20日）
サイパンに自分たちの別荘を作るというコンセプト。実際にサイパンへ向かい、思い思いに遊びまわるシーンもあり、最後は建設予定地で夕陽を見ながら談笑する。ユニコーンはメンバーと共に別荘の模型をみんなで覗き込むというワンシーンに出演した。また、MVとは別に歌うシーンもあり。この代からムービーはVTR撮影となった。1991年11月の「秋のリクエスト祭り」では9日放送分のオープニングとして流された。
「スターな男」（UNICORN、1990年10月27日 - 1991年3月23日）
研究室のような部屋で談笑していると、誤って南原が物質移転装置（?）で香港にワープしてしまう。残るメンバーは香港へ旅立ち必死に南原を探す。制作費が多く使えた時代だったため、オープニングながら大掛かりなロケとなった。ユニコーンは研究室の前で歌うシーンと、香港で走り回る南原の後ろでちらっと映る。また、番組用に歌詞を一部変えて歌っている。1991年11月の「秋のリクエスト祭り」では9日放送分のエンディングで提供クレジットが入らないバージョンが流された。
「BELIEVE IN LOVE」（LINDBERG、1991年3月30日 - 1991年11月16日）
男性陣4人が会社員、清水が喫茶店で働くという設定で恋人に振られた南原を励ます他のメンバー。「フリフリ'65」のときと同様に、LINDBERGとメンバーが原宿クエストホール付近の表参道を歩きながら談笑するシーンもあった。5人体制では唯一のオープニングムービーである。1991年11月の「秋のリクエスト祭り」では2日・9日は上記の歴代オープニングが流されたため放送されず、16日放送分でオープニングとして流された。なお、最終回となるドラマ『Forever friends』を放送した1991年11月23日・30日はオープニングを流しておらず、ドラマ冒頭にタイトルロゴと提供クレジットを表示した。

## エンディングトーク時のBGM曲
- 「in the midnight sky」（Viktor Lazloのアルバム『CLUB DESERT』6曲目より）
- 「I Saw The Light」（WORKSHYのアルバム『The Golden Mile』より）
- 「I'm not in Love」（Will to Power、10ccのヒット曲のカヴァー）
- 「What if」（Jane Kelly Williamsのアルバム『Particular People』より）
- 「ONE NIGHT」（J.T.TAYLORのアルバム『feel the need』12曲目より）
- 「Heaven give me words」（Propagandaのアルバム『1234』より）
- 「Don't Hold Out」（Nick Kamen)

など

## 番組の主な流れとコーナー

### オープニング
木曜時代はセットにピアノが置かれ、清水の伴奏に合わせメンバー全員で番組オリジナルテーマ曲『夢で逢えたら』（作詞・星野淳一郎/作曲・重村正道）を歌う。このオリジナルテーマ曲は、第15回放送（1989年2月3日）から使用しており、それ以前は松任谷由実（守ってあげたい、ルージュの伝言、チャイニーズ・スープなど）の曲を同様の形で歌っていた。この時期はメンバー紹介の際、男性陣レギュラーには名前の下にコンビ名がカッコ書きでクレジットされていた。
土曜時代は放送開始時間から1分30秒間CMが入り（その内直前の30秒はカウキャッチャーとしてPanasonicの松下電器30秒CMが入る）、31分30秒からオープニングVTRが流れる。深夜枠ではあるものの、全国ネット化されかつ週末の23時台というプライムタイムに次ぐ重要な時間帯に移ったこと、また放送当時はバブル期でもあったため、ハワイ、香港などの海外で大規模なロケを敢行したこともあった。なおこれ以降、男性陣レギュラーのコンビ名はクレジットに載っていない。
土曜時代のフォーマットは、後に同じ枠でスタートした『めちゃ²モテたいッ!』へと継承された。

### ショートコント

#### 老刑事&刑事と犯人（松本、内村、浜田、清水）
- 死体（清水）を眺めながら「う～ん」と殺人事件の名前を話す定年間近の老刑事（松本）に刑事（内村）は「定年間近のおやっさん、最後の花道を飾るためやる気マンマンだ」とつぶやくも殺した包丁を持ったままトイレやシャワーを浴びて現場に戻ってくる犯人（浜田）があっさり見つかってしまい老刑事は自身の花道のため犯人を逃がす。

#### 神父＆信者 教会で懺悔する男（内村）に神父（松本）
- ベタベタな関西弁で、聖書の解説をするが「ナンチャンと野沢が微笑に叩かれていた時の話、ことの真相を」や「あとウッチャンナンチャンとダウンタウンの犬猿の仲いう記事が載っててんけど、あれはどうなんやろ？」など話がずれていく。

#### 俳人(松本)
5人の会話中のふとした出来事で松本が横から現れ形式バラバラの俳句を読む。去り際にその人の一言芸能ネタをこぼして去っていく。

#### タキシーズ（松本、浜田、内村、南原）
- 夢之丞、ジュン、ケンジ、二郎の4人漫才。夢之丞がツッコミで残り全員がボケだが、オチでは夢之丞が大ボケをかまし、それに対して残りの全員が「バカ言ってんじゃないよ!」と一斉にツッコんで終わる。

#### 伊集院みどり（清水）とその彼氏のみつお（タキシーズ・ケンジ）（内村）とみどりの妹の伊集院きみどり（野沢）
- みつおがみどりをナンパしたことで交際が始まるが、みどりは強烈な不細工かつ我がままな性格で少女漫画やレディースコミックのような妄想をし、みつおは後ろ姿だけでナンパしたことをいつも後悔しているが彼女が殴られそうになると身を張って守ってしまっては後悔し、きみどりへの乗り換えを図っている。みどりの父親（浜田）が登場したこともある。みどりの口癖は「むっかつくわねー!」。

#### 犬のサービス（松本）とその飼い主（南原）
- サービスが耳打ちで飼い主に渡したいものがあるというそぶりをし、手を出させる。飼い主が手を差し出すと、手には糞が乗っており、飼い主は「うんこ…!僕の手の中に、うんこ…!」と狼狽する。その派生系でメンバー全員が一室に集まって、トランプをしたり、飲食したり、TVを観ていると、南原の一言や、ちょっとした行動（神経衰弱でトランプを意図的に止めるなど）でそれまで和やかだった空気が暗転し「お前って最低だな」「友達だとおもってたのに！」「せっかく話がもりあがっていたに台無しじゃないの」「○○は○○界におけるもっともポピュラーな存在だよね、お前だけは人の心がわかるヤツだとと思っていた、死んでもいいかな！」「もう許さねえ！」と激高した浜田が誤って身代わりとなった清水を刺し、内村が「俺の死に様みとけよー！ ナンバラー！」と叫びながら首を吊り、「もういやよ～！ みんな死んじゃえばいいのよ～」と野沢が灯油を撒いて地獄絵に、それを犬（松本）が柱の影からみているか踊ったりしている、南原が「みんなー！ オーバーなんだよーたかが○○しただけじゃねえかよー」と絶叫するのがパターン。

#### ナニワの浴衣兄弟（松本が兄貴分、浜田が弟分、内村がツッコミ）
- 関東ローカル時代の第3回放送から登場。高級店で半可通な知識で無理難題を言ったり、わかめ酒に女体盛り、ストリップショーなどのお座敷芸や饗宴を注文する浴衣兄弟を内村が次々と切り返し、最後は「ど素人が!お帰り!ナニワの浴衣兄弟!」と怒鳴ってその場を去る。取り残された浴衣兄弟は強風に煽られながら、「負けるな!ナニワの浴衣兄弟!」という松本のナレーションで終わる。この時、「つづく」というテロップが入るがコントそのものに連続性は全く無い。ごっつええ感じに「ナニワのどてら兄弟」として、同様のキャラが登場した。

#### 大工のトメと親方（松本、南原）
- ある家の建築を頼まれたが一向に家を建てない。木をビーチサンダルで滑らせて削るフリをする通称「サンダルカンナ」が定番ムーヴ。

#### 田上さんと俳優と上原のおやっさん（松本、内村、南原）
- 毎回俳優の内村がセリフのイメージが違うと演出家の田上さんから何度もNGを出され膠着状態に陥るが、そこに割って入った大道具の上原のおやっさんが不意に放った一言がイメージにぴったりというコント。毎回田上さんのセリフが台本の2～3.5ページ近くの長いものになっており、その中に必ずヘルメットが出てきて内村がヘルメットを取り出す。

#### ザ・スナフキンズ（南原、松本）
- 軽いマナー違反、モラルハザードがある所に現れ全く反省する素振りが無いと「許せないーやつがいるー」というフレーズの曲杉良太郎の『君は人のために死ねるか』を音程の狂った歌い方でお仕置きをする。『魔女っ子メグちゃん』『スーパースリー』『ててご橋』のバージョンもある。

#### 後ろの百太郎（浜田）、後ろの千太郎（内村）、後ろの万太郎（南原）、後ろの億太郎（松本）、それぞれの恋人（野沢）
- 百太郎が「懐かしいでしょ!」と突然現れて、内村たちに気味悪がられて去られると、カメラ目線で「ねえ、お願いだから抱っこして!」と訴える。そして実際に野沢の身代わりとして彼氏役の内村が百太郎に抱っこされると気持ちよくなって後ろの千太郎に、以後南原が万太郎、松本が億太郎となっていった。

#### 植木屋の江戸っ子親父と順坊（浜田、内村、親子関係が逆転するバージョンもある）
- 母親がおらずいろいろと家事をする内村に感動する浜田だが、何かと因縁をつけて（閉店間際のスーパーで買い物をして豪華な料理を用意するが門限をすぎていたのでキレる。易者から植木屋が適職と言われるが貧乏生活で騙されたとキレる他）プロレス技でお仕置きされる。終盤に虐待を止めにご近所のおばさん（清水）が登場して浜田は何かを思い出すが打ち切りにより彼女が何者だったかは不明。

#### 乳くり（兄）マンボ（妹）（松本、野沢）
- 元は吉田ヒロのギャグ。清水などが悲劇的な状況に直面すると、乳くりとマンボがハイテンションな音楽とともに自己紹介をしながら現れる。そして「乳くりマンボでキューッ!」とギャグをする。

#### THE・DOBUNEZUMI（ザ・ドブネズミ（ポチ・卍丸））（内村、南原） その事務所のマネージャー（浜田）
- DOBUNEZUMIは2人組のパンクロックバンド。普段は粋がっているが、親や事務所関係者の前では非常に腰が低い。卍丸は少しマザコンでもある。その後ポチだけソロデビューが決まり、卍丸は裏方に回りながら鏡に向かって「頑張れ!負けるな!」と己を奮い立たせながら裏切った奴は許さない旨の自作の歌を歌う。最終的に卍丸は大手芸能事務所の社長となり、落ちぶれたポチとマネージャーを受け入れる。

#### 松本君（全員）
- ふとした事から「あいつ、誰だっけ」と始まり名前が松本だった事を思い出しあだ名が「下着泥棒」「覗き魔」と子供の頃の松本の悪事をばらされる。

#### 猿（松本、内村、南原）と坊主（浜田）
- 三匹の猿が器物破損やいたずらをして坊主が正直に打ち明けたら晩御飯をあげると約束し正直に話すがごまかされて結局食べさせてくれずにふて腐る。

#### 学（内村）
- 気弱そうな素振りをするホモ高校生の学が、母親に隠れてこそこそとしている所を見られる。だが母はビニ本、AVなら許せるけど薔薇族、さぶ (雑誌)なら卒倒すると言って去り、学は「まいったな～バレバレじゃないか～」と図星を照れる。その後、ふとした事から自分の家に連れて行き相手のオカマを掘りはじめる。元は木曜時代に受験勉強中に方程式のXがへそ、Yが女性の股に見えるという悩みを先生（松本）に相談した所、松本が突如ジャージを脱ぎ自分の股間を見せ付け、今度は先生の体が思い浮かぶというオチになったコント。

#### 太郎ちゃん（松本）
- 何を言っても「太郎ちゃん」しか答えない。故に浜田からスリッパで突っ込まれる。

#### スーパーストロングマスクことたけだ（松本）とアナウンサーことかわい（浜田、後にストリップ劇場に転職）
- 覆面レスラーのスーパーストロングマスクが毎回試合前にインタビューを受け、時には覆面を被るのを忘れてしまい素顔で積極的に質問に答えるが国籍だけは頑なに答えない。

#### ビーチボーイズ（松本、浜田、内村、南原） ジョン、サムソン、マイケル、トーマス
- 夏の男たちを名乗りアロハシャツを着て冬の間は自宅に引きこもり夏が来る事を待ち続ける中、南原が暖を取ろうとして全員暖を取っていた事から解散の憂き目に遭いながらも、最後に本名が『白熊トド男』という等松本渾身のカミングアウトに皆解散を思いとどまる。

#### だぁー!（内村、浜田）
- いきなり浜田と内村が一緒に「だぁー!」と叫ぶ。

#### ウシャシャボーイズ（浜田、南原）
- 関東ローカル時代のみ登場したが、全国ネット版でも1度だけ登場した。

#### 買い物中の女（清水、野沢）
- 新婚らしき新妻（野沢）に中年の主婦（清水）が精の付くものを買い物かごに入れて余計なお世話と気味悪がる新妻。その内旦那（浜田）がラブホテルから出てくる所を見つけ、妻はやけになり主婦とラブホテルへ連れ込む。

#### 初めての…（1）（内村、浜田、野沢、清水）
- 『夢で逢えたら』第1回放送（1988年10月14日）で最初に放送されたショートコント。

#### IZUMI（清水）
- 先輩OL清水さんは、気配を消して、後輩OL野沢さんの背後に忍び寄り、唐突に「野沢さんてさ…」声をかけびっくりさせ、ちょっとした悪事（一生懸命働いても手取りは変わらないのよや、今日は部長（浜田）はノーリターンでなんだからのびのび仕事しても大丈夫なのよなど…）を囁いて「今日は部長はこないの…こないのよ…」とフェイドアウトする。すっかりその気になった野沢さんは「そっかあ！ じゃあゆっくり仕事しよっと！」などというと「待てぃ！ 仕事中やぞ！ どういうつもりや！？」と苦虫を噛み潰した顔で部長が登場。おびえきった野沢さんが「あわわわ。ぶっ部長！ ノータリンじゃ…」「誰がノータリンやねん！ ケツだせ！」と机に手をつかせて立たせ、キックをかます！ 腰砕けになる野沢さんを尻目に部長が去り、清水さんは影から様子をみて笑っている。

#### 売れっ子小説家のまくら子先生（野沢）
- 売れっ子小説家のまくら子先生（野沢）が「たとえ人類が滅亡しても、一瞬の瞬きすら許さない空虚な物質」＝灰皿など独自の言語感覚で周囲を翻弄させる。担当編集の中島（内村）は彼女独自の言語を理解できる数少ない人材だが、予想できないまくら子先生の行動や、愛情表現にしばしば困惑させられる。

#### 元子（野沢）と彼氏（浜田）
- 浜田の怒りに触れないよう常に言葉を選ぶ野沢、しかし結局浜田の胴締めの餌食になり内村の「それは愛情の裏返しかも知れない、耐えろ耐えるんだ元子ー」という棒読みナレーションで締めくくられる。

#### フェイ（松本）
- 繁華街の裏でやたらゲスイ客引きをする売春婦のフェイがかつてマニラで会った日本人（内村）と再会しかつてのトラウマ（泥酔した勢いでフェイに本番行為を強要し妊娠、娘のミナヨを出産するが政略結婚の為帰国し捨てられた事）を思い起こす。本名「フェイ・チャチャチャイチャノイ」。「600円」で買えるらしい。

#### 幼稚園児（浜田、内村、南原、松本）と保母（清水）
- 保母の質問に押し黙り不信な行動を見せる園児（松本）に戸惑い逃げ出す園児達と「みんな待ちなさ～い」と追いかける保母。他の園児も「そりゃあもう」が口癖の浜田、「〜なんじゃないですか。」とセレブな発想をするキザな内村とセンスを発揮し始める。

#### コアラ便とカンガルー便（浜田、内村、南原、松本）
- 配達された品物を届けに行くコアラ便の先輩（南原）は何かと届け主の田中一郎を名乗る当人を疑い本物の田中一郎を探し出すと言い出し後輩（浜田）が必死に押さえる。その後、ライバルのカンガルー便（松本、内村）から10倍の給料、ノー残業の条件でヘッドハンティングを受ける。

#### 老夫婦(浜田、松本)
- 気持ちが若く、やたら業界用語で話す爺さん（松本）が婆さん（浜田）に突然欲情し所構わず性行為を始め婆さんが「爺さん！爺さん！じいさ～ん！･･･」と果てる。

#### ダウンタウンの松本（松本）
- オチで「私は○○ではない！」「ダウン～タウンのま～つもとでーす。」と返し「な～んやそれ！」というメタオチで締めるコント。

### 音楽コーナー
「ミュージカル」
深夜時代の最初期コーナー。
「ヤマタノオロチ合唱団」
深夜時代のコーナー。指揮者のスサノオ（浜田）が従え、ツチノコのような着ぐるみのドロチ（松本）、レロチ（野沢）、ミロチ（南原）、ファロチ（清水）、ソロチ（内村）が合唱をする。「ウルトラセブン」等を歌った。
「バッハスタジオのある町」
枠異動と同時にスタート。音楽グループを結成して町おこしをしようとする町の青年団という設定で、当初町にやってきたゲストの歌手から歌を教わりメンバーが歌うコーナーだったが、第7・8回目のゲストだったデーモン小暮が「ただ歌を歌わせるだけじゃ面白くない」と趣向を凝らしたネタを用意した所大変好評で、良かったら来週からレギュラーでやらないかとのプロデューサーからの言葉で、第9回目からヘルベルト・フォン・デモヤン（名前はヘルベルト・フォン・カラヤンに由来）から合唱隊のように歌唱を教わるコーナーとなった。
「バッハスタジオII〜ホコ天キングへの道〜」
コーナーが始まる時のテーマ曲は布袋寅泰の「C'MON EVERYBODY」（エディ・コクランのカバー）。ゲスト登場曲は同じく布袋の「WAITING FOR YOU」のアウトロ部分。
当時のバンドブームに乗って、若手バンドをゲストに呼び、ゲストバンドの楽曲をレギュラーが練習しバンド演奏を行う。担当は松本がボーカル・トロンボーン・サックス・リコーダー・タンバリン・ハーモニカ、浜田がベース、内村がドラムス、南原がギター、野沢がギター・コンガ、清水がキーボード・コーラス。
ゲスト1組を2週にかけて放送する。1週目はトーク後ゲストがお手本として演奏。2週目にメンバーが演奏。メンバー演奏時はゲストのバンドはボーカル以外は各メンバーの横について楽譜を指差したり、ヘルプとして演奏したりする。
清水以外は全員楽器については素人。そのため、演奏が滅茶苦茶になることも多かったが、徐々に全員が上達していく。特に内村、浜田の上達にはゲストも驚いていた。
またゲストバンドの衣装を真似て演奏したこともあった（聖飢魔II、BY-SEXUALなど）
LINDBERGが登場したときは何かとハプニングが起きた。「今すぐKiss Me」では松本のサックスがグダグダに。またバッハスタジオ最終回となった「BELIEVE IN LOVE」では渡瀬マキが自分のシャウトの勢いのよさにビックリして、笑いながら歌っていた。新曲「OH! ANGEL」を披露の際、お手本の時に渡瀬が2回続けて歌詞が飛んでしまい、3回も歌い直しの羽目となる。1回目は歌い始めのタイミングを間違え、渡瀬は両手を上げたまま苦笑が止まらず、浜田から「お前ら今迄何回稽古してたんや! 俺らずっと見てたんやそこで!!」「LINDBERGちゃんとしーやー!もー!!」と怒鳴られる。だが、2回目の渡瀬は途中で歌詞を忘れてしまい、再び浜田は渡瀬の首を両手で締めようとしつつ「何をやってんねん!」と叱責。渡瀬は「ちょっと待って。動揺が、動揺が…ねぇ、動揺が…」と声を震わせた後に慌てて歌詞の確認をした為、浜田から「皆さんもうええ、帰れぇ!もぉ!!」と激怒しながら「オイオイオイ!このコーナー始まって以来やぞー!!」と突っ込まれ、渡瀬は「スミマセン…」と謝罪していた。この回の映像は後に『FNS番組対抗NG名珍場面大賞』でも放送されている。
1回だけレギュラーが「forever friends」というバンド名でゲストで出演したことがある。その時のレギュラーのポジションはUNICORNが担当した。
登場したバンドは憂歌団、UNICORN（3回）、JUN SKY WALKER(S)、THE TOPS、THE PLEASE、聖飢魔II、GO-BANG'S、FAIRCHILD、アンジー、THE BOOM、TUBE、LINDBERG、プリンセス プリンセス、爆風スランプ、FLYING KIDS、KUSU KUSU、BEGIN、ムスタングA.K.A、AURA、PINK SAPPHIRE、LANPA、NORMA JEAN、COBRA、すかんち、JUSTY-NASTY、BAKU、カステラなど、イカ天出身のバンドも多く登場した。
総集編ではヘルベルト・フォン・デモヤン（前述）とVTRを見ながらバンドの上達振りを評価してもらった。
これらの練習を乗り越えて、公開収録の特番「ファンの集い」ではメンバーがバンド演奏を行い、オリジナル曲「forever friends」「甘茶でかっぽれ」（松本の作詞処女作）を作り披露した。
LINDBERGの回はYouTubeに度々アップロードされる事があったり、ダウンタウンが司会を務めていた『HEY!HEY!HEY! MUSIC CHAMP』でもUNICORNやLINDBERGが出演した際に上記に挙げた当時の映像が放送された。

### インターミッション
30秒間、タキシード姿の6人がラインダンスをするのだが、全員「笑いにダンスは必要ない!」と全くヤル気がなかった。振り付けを全く覚えておらず、時間が30秒に収まらないために収録に時間がかかり、本人たちも一番大変だったと語る。後に『ごっつええ感じ』での女性レギュラー陣に継承される。

### シチュエーションコント
1つの作られたセットによる密室劇。大まかなストーリーの中で個々が自由にアドリブを繰り出し浜田のツッコミが支えた。レギュラーのうちの誰かが欠場の回では休止していた。

#### バックステージの人々
音楽番組の楽屋もの。（木曜）内村から番組やイベントのオファーを受け松本、小島、浜さん、南原が簡単なオーディションを受けるも全て南原によって話が進められており、松本から「南原コラー！」とお仕置きを受ける。
- 主なキャラ
  - 松本幸太郎（演歌の大御所） - 松本（齢80だったが、翌週には一気に108と言って浜田と野沢にキレられた）実際は仕事を何かと選び逆に全く働かなくなり、お荷物とされ小島、浜さんの事務所に強制移籍させられる。
  - 小島京子（新人アイドル歌手） - 野沢
  - 浜さん（小島のマネージャー） - 浜田
  - 内村くん（ADからD） - 内村（AD時代は好青年であったが、ディレクターに昇格以降、態度や口調が偉そうになった）
  - 南原（松本の内弟子） - 南原
  - くすたにえりこetc - 清水

#### 熱血記者・南原一郎事件ファイル
記者ものわずか7回で終了。（木曜）ここで、内村初期の名キャラクター、「いまどき下町物語」まで登場する、村三吉が誕生した。彼の声質やトーンは後の『笑う犬』シリーズの小須田部長やポケットビスケッツの内村テルなどのキャラクターの原点となる。
- 主なキャラ
  - 南原一郎（南原）
  - 村三吉（内村）/ベテラン記者。南原と二人きりになると「ナンチャン、ナンチャン〜」と甘えたがる男色家。
  - ディスク（松本）
  - 野沢（お茶汲み）（野沢）
  - 局長 （浜田）
  - ちくりのおみつ （清水）

#### 熱血宅配ボーイ・南原二郎トラブルファイル
土曜に異動後では一作目。コーヒー宅配店 "BY THE WAY" を舞台に熱血漢の宅配人南原二郎が起こすコメディー。村さんの息子としてボブ（松本）が初登場。
- 主なキャラ
  - 南原二郎（南原）/熱血漢の青年で悪人を見ると、前にかぶっている帽子を後ろに回す。
  - 野沢直子（野沢）/BY THE WAYで働きながらアイドルを目指す女性店員。
  - 清水店長（清水）
  - 浜田社長（浜田）/本名「浜田銭兵衛」。BY THE WAY倒産後、ヤクザの組長に。
  - 村三吉（内村）/自称南原の父親。記者を首になりまだ新人。
  - ボブ（松本）/「ボケじゃないです。ボブでーす」が口癖の豆運びの黒人。

（注） - 宅配先が舞台の回もあったため、南原以外は違う役の場合もある。また、テーマソングに『仮面ライダーBLACK RX』のカラオケバージョンが流れた。

#### いまどき下町物語
根津の老舗扇屋店の扇屋を舞台にしたお茶の間コント。毎週ゲストを迎えメンバーは扇屋の家族と周囲のキャラに扮しコントを繰り広げる。思いつきで松本が拳銃を発砲したことから、それまではコントのオチの儀礼的なものだった「おしおき」が、コント中に壊れたスタイリーなどで体を張ったものになり、現在の若手芸人出演のコント番組に見られるシチュエーションコントの原型を作った。このパターンは『ごっつええ感じ』の「ハマダ芸能社物語」に継承される。全41回。
- 登場キャラ
  - レギュラー
    - 畑野プチトマト（浜田）/親父 婿養子で元ヤクザ（黒ドスのプチ）。職人ではなく経理や営業などの事務担当。職人募集ポスターを作るなど店の守り立てに努力しオープニングで「大変や～！」と扇屋に駆け込んできては町内会イベント幹事になったと報告し嫌がる一家に「○○命」と縫いこまれた刺青シャツを見せつける。「パンパンパン」（後背位の性交渉）という下ネタが好き。
    - 畑野イネ（清水）/母親 肝っ玉母さん。ごぼう左衛門の娘。苗字は「はたけの」と読む。
    - 畑野もも子（野沢）/長女 OL。ムギ太郎・ネギ太郎兄弟と二股をかけている。
    - 畑野いも助（南原）/長男 もも子の弟 日芸を目指す浪人生。自分の名前が嫌いで「いも助」と呼ばれると怒る。当初は普通の服装だったが、日芸落第後に気分転換に行ったスピードスケートの選手のコスチュームのような全身タイツ姿になる。最終回でその格好は村さんに呪いをかけられたからだと判明する。
    - 畑野ごぼう左衛門（松本）/祖父 扇職人。「てやんでぇべらぼうめぇ!このスットコドッコイのイカレポンポンチキのおどるポンポコリンがぁっ!」などのメチャクチャな江戸弁（べらんめぇ言葉）を使う。中盤以降町内会の温泉旅行に行って忽然と姿を消すが、タイトルバックでは全話登場している。
    - ムギ太郎（内村）/自称東大卒のもも子の彼氏。「おしおき」（メンバーが両手両足が持ち上下に揺らす「ちょうちょ」、文明堂のCMソングに合わせて相手を蹴る「文明堂」、ピストル発砲など）オチは「ムギ太郎いぢめ」と呼ばれる。最終回までタイトルバックに登場しているが、登場回数は初期の数話と最終話のみ。（ネギ太郎でも良いと秤にかけるようになり、アッシー君に格下げされ登場しなくなる）
    - 村三吉（内村）/コーヒー店BY THE WAY倒産後、料亭よしこで働いていたが、なりゆきで家の隣にあった扇屋で働くことになる。愛称は村さん。畑野家からは立場的にも性格的にも蔑まれている存在。食事を床で食べさせられる。（後にガララニョロロも同じ扱いを受ける）
    - ガララニョロロ（松本）/中盤から登場した「〜ニョロヨ」が口癖の蛇人間の警官。敬虔なクリスチャン、性格は自称小悪魔。一人称は「本官」。見境なく発砲する危険人物である。後のダウンタウンの冠番組である同局の『ダウンタウンのごっつええ感じ』内のコント、世紀末戦隊ゴレンジャイに出演したり、日本テレビ『ダウンタウンのガキの使いやあらへんで!!』内での罰ゲーム「ガララニョロロでズームイン!」でも使用されるなど番組や局の垣根を超えて出演することがあった。最終回では村さんに呪いをかけられたごぼう左衛門だったことが発覚する（それでも呪いは解けず、最終的にごぼう左衛門の正体はボブであった）。

  - 準レギュラー
    - 村美奈（伊藤美奈子）/三吉の孫娘。隣に住むいも助に「夜のオカズちゃん」と呼ばれ、惚れられている。高校生。登場初期ではおしとやかな性格だったが、次第にプチトマトを「デブッチョ」と罵るほどに変化した。
    - 料亭よしこの女将のよしこ（雑賀みか）/三吉の愛人、通称「おもしろマドンナ」
    - ネギ太郎（宮川一朗太）ムギ太郎の弟。後にもも子の彼氏。内村に顔が似ているということで宮川が採用された。
    - ハブ子（野沢）/ガララの恋人。語尾に「ハブ〜」が付く。

  - ゲスト
    - 山野カブエ（内村）/ごぼう左衛門が惚れたお婆さん。コント中にヅラが取れ扇屋の土地を横取りしようと変装したムギ太郎という事に変更された。
    - すっぽんの銀次（内村）/ビルを立てようと扇屋の土地を狙うヤクザ。
    - 内村糸之（内村）/日本舞踊の達人。いも助に「オカマ野郎」と罵られる。
    - トム（松本）（本名：フェルナルドセン・メンフェルメルナルド 職業：豆運び）/留学生として1回だけ登場。登場時のタイトルは「ボブじゃないです！ トムです！」。
    - 踊りの先生（ただのあっこ（振り付け））/イモ助がダンサーになろうとして師事した先生。
    - トモコ（中嶋朋子）/いも助の幼馴染。料亭よしこのバイトに雇われた。
    - ヤクザ（不破万作）/ガララの転職先である組の兄貴分。
    - レポーター（毒蝮三太夫）（ゲスト出演）/お花見レポーターとして登場。プチトマトに「アラシ隊員〜」と突っ込まれる。
    - 村二吉（内村宏幸（構成））/三吉の先祖。扇屋地下に埋蔵されている村野小路家の財宝を発掘するよう二吉に進言した。他にもムラピン王国国王役等で度々登場。
    - TV局ディレクター（山田康雄）/ドキュメンタリー番組の取材で扇屋を訪れる。ルパン三世風のジャケットを着てルパンのものまねをする。『お笑いスター誕生』風のナレーションでウンナンを象さんのポットといじる。
    - レポーター（北原つん）/ドキュメンタリー番組のレポーター。声と口調が独特。
    - ヒロミ/オープニングで相方二人が殺された仕返しに扇屋へ乗り込んできたという設定。その後、畑野プチトマトから渡された毒まんじゅうを食べて、フレーム外で断末魔をあげて死亡するだけの役。ちなみに、前週に前フリとなるショートコントが放送されていた（ダウンタウンが清水ミチコと野沢直子を雇い、「ウッチャンナンチャンをダウンタウンと間違えるファン」を演じさせて嫌がらせをした後、2人に毒まんじゅうを手渡しB21スペシャルに食べさせに行かせるという内容のコント）。
    - クマさん（篠原勝之）/扇組合組長。扇屋の総出のお花見に強引に参加した。
    - ムラピン王国国王（内村宏幸（構成））/下町の生活の見学のため扇屋を訪れた。
    - 召使（木原つん）/
    - 京本政樹/扇屋にするためにやってきたさわやかな扇職人。神田にある扇屋万年堂と間違えて弟子入りしたためにメンバー一同から「ちょうちょ」をくらうはめに。
    - 原田先生（原田大二郎）/いも助が通っていた高校の先生。いも助の指導のために扇屋を訪れた。扇屋の一同まで鍛えなおそうとするほどの熱血ぶりだったが、実は高校教師を辞して家庭教師を装って教え子の家を次々と訪問していた。
    - ヒロシ（前田吟）/近所の印刷屋。町内の子供会の出し物「ももたろう」の犬役をやることになったが、通し稽古での衣裳が小っちゃい犬の耳を付けただけだったために、怒りを買ったメンバーからの「ちょうちょ」をくらった。
    - 宮尾すすむ/「社長名鑑」の出版社の社長。プチトマトの名前が名鑑に載ったことを祝って扇屋を訪ねた。この回は長男の雅史も出演した。
    - 署長（荒井注）/ガララ、ハブ子の上司。
    - 整体師（関根勤）（ゲスト出演）/ギックリ腰になったプチトマトを治療するために登場。このコントにスタイリーを持ち込んだ張本人。
    - 組長八名信夫
    - 大泉クリニック院長（大泉滉）/出張健康診断の名目で扇屋にやってきた無免許医師。
    - 石原刑事（石原良純）/
    - 夏木雲海（夏木ゆたか）/ごぼう左衛門の供養のために扇屋を訪れた(一応)僧侶。かなりのお喋りで、勝手にジャンケン大会を仕切った挙句、賞金6万円をお布施として徴収したために。スタイリーのおしおきをうけた。
    - お祭りヒロちゃん（森口博子）/町内会の祭で行われる神輿担ぎの練習を聞きつけ扇屋に現れた。
    - 電器屋（武田鉄矢）/扇屋に導入される電子計算機の説明でやってきた。ほとんど金八先生ばりのキャラクター。説明というよりは授業に近く、コンピューターの操作という範囲から逸脱したがために扇屋の怒りを買い、スタイリーのおしおきをうけた。
    - 加藤優（直江喜一）/武田と同じ電器屋の従業員。
    - ボブ（松本）/最終回でガララの正体はごぼう左衛門だったことが発覚したが、そのまた正体はボブだった。最後は手ブラで乳首を隠しながら、「ダウンタウンの松本です」と淡々と言い、他のメンバー全員から「なーんやそれ!」と一斉に突っ込まれていた。

#### ひと夏の湘南物語
湘南海岸のホテルコント。展開によっては1回で一人何役も担当した回もある展開は総集編で浜田が「（テコ入れで新キャラに入れ替えたが出てくる）キャラが滑り倒した。」と反省した。全10回。テーマ曲「Somewhere」（WORKSHYのアルバム『The Golden Mile』より）
- 主なキャラ
  - 社長（浜田）/元波乗りのホテルオーナー。メガホン片手に周りに突っ込む。
  - 霊子（松本）/社長の娘。強い霊感を持つ少女。見た目は縦線が入ったちびまる子そのもの。相手を「キッ!」と音を立てて睨む。
  - 波岡のり太郎（松本）/浜田のライバルサーファー、今でも現役。
  - 白黒つけ太郎（松本）/ホテルの料理などをチェックするチェックマン。本人曰く「ガララニョロロを超えることは絶対にない、新キャラクター」。味覚オンチだということが発覚する。
  - ちか子（野沢）/ウエイトレス。「だわさ〜」が口癖。
  - 温子（内村）/このホテルに宿泊している女子学生で浜田の元カノ。10年前に波に乗る浜田に恋をして夜這いされた過去を持つ。
  - ピエール内村（内村）/フランスでフランス料理を修業したシェフかと思いきや、中華料理のコック。
  - 南原くん（南原）/湘南酒店で働く熱血漢の青年。
  - 錠さん（南原）/年寄りのホテル従業員。
  - お静さん（清水）/年寄りのホテル従業員。
  - ゆう子（清水）/温子の友人で同じくホテルに宿泊している女子学生。バカンス中でホテルをチェックアウトしようとするが騒動に巻き込まれ結局ホテルにとどまる。
  - 役名不詳（伊藤美奈子、北原つん）/ホテルに宿泊している女子学生。社長によくどつかれ、伊藤はこのコント以降おしとやかな性格が途中から浜田にガンタレやメンチを切って浜田と睨みあうようになる。

#### はぐれ教師熱血派
商業主義で腐敗した東京郊外の高校、私立徳川学園高校を立て直そうと奮闘する体育教師の南原の活躍を描いた職員室コント。最終回が野沢降板の回だったので野沢が学校を卒業し学校は姉妹校の聖サルスベーリ学園に吸収合併、原因となった浜田はその責任を取らされクビとなり終了。
- 主なキャラ
  - 南原三郎（南原）/新任の熱血体育教師。
  - 浜田教頭（浜田）/拝金主義の教頭。
  - 先々月(せん・せんげつ)（中国人）（松本）/協和語の中国語教師。でたらめな中国故事を言う。来来週という弟がいる。
  - 内村飛鳥（教頭の太鼓持ち）（内村）/英語教師。大変を「ビッグチェンジ」と言うなどのルー語ばりの直訳英語を使う。
  - 野沢（南原のクラスの女子生徒）（野沢）/出っ歯。「ダジョ〜」が口癖。
  - 野沢万太郎（野沢の父）（松本）/PTA会長。
  - 犬山牙二（浜田）/年に一回だけ登校する番長格の不良生徒。
  - 清水先生（清水）
  - 女子生徒（伊藤美奈子）/性格設定は「湘南物語」のそれを踏襲している。
  - 南原の母（内海好江）
  - 野沢の母（十勝花子）

#### 花盛り!ハナマン柏独身寮
千葉県柏にある総合商社「ハナマン」の独身社員寮もので5人体制で唯一のシチューエーション。内村が野口五郎という名前だったが途中で野田五郎に変えられた。最終回で（）内の設定が明らかになり浜田以外の4人が生活、素行を監視して浜田を重役に昇格させようか試していた。テーマ音楽には「シアワセになるでんna」のカラオケが使用された。
- 主なキャラ
  - 浜田課長（浜田）
  - 寮母（会長の愛人）（清水）
  - 南原喜八郎（ハナマン会長。浜田には「息子夫婦から家を追い出され仕方なく独身寮に住んでいる爺さん」と教えていた。）（南原）
  - ヒデヒデキ（会長のボディーガード。仮の役職で浜田には経理と教えていた。）（松本）※ 西城秀樹がヒデキの生き別れの兄という役でゲスト出演している。
  - 野田五郎（別名「流れ星ひかる」会長秘書）（内村）設定当初「橘光」（タチバナヒカル）という名前だったがカメリハで「野口五郎に似てる」と指摘され「当て字で「のぐちごろう」と読む」と言っていた。
  - 主婦たち（浜田、南原、内村、松本）※ ストーリー中盤で清水が立ち寄る居酒屋「のざわ」の常連客で、カメラ目線で井戸端会議を早口で捲し立てる。
  - のざわ店員（伊藤美奈子）※ 井戸端会議で盛り上がる主婦たちに対し「静かにしろよ」と説教したり、会議の内容に突っ込んだりしていた。1回未出演の回があり、その時は主婦たちの代わりにSMAPのメンバーが客として店に来ていた。

### エンディングコーナー
木曜時代は清水司会の反省や感想を言うフリートーク。土曜時代は葉書によるトークで自然と浜田によって仕切られていく。締めは松本の一言（一発ギャグ）で締めくくられた。
衣装は毎回、高級ブランドのカジュアルファッションと一流スタイリストを招いた。時にはスタイリストをニューヨークから招いた事もあった。

## 番組終了とその後
1990年4月、ウッチャンナンチャンはゴールデンで『ウッチャンナンチャンの誰かがやらねば!』が決まり、スケジュールを合わせるのが難しくなった。また野沢は1991年3月23日放送分をもって番組を降板。以降最終回まで5人でのメンバー構成となる。さらに番組スタッフが携わっているスペシャル番組『ごっつええ感じ』のレギュラー化が急遽決定したこともあり、改編期でもない1991年11月23日、11月30日のドラマ企画「Forever Friends」をもって3年間の歴史に幕を閉じた。ちなみに、最終回のドラマ企画はステレオ放送が実施された。終了後から改編期までの間はつなぎ番組として、ダウンタウンとウッチャンナンチャンの4人によるトーク番組『夢の中から』に衣替えして1992年3月まで放送された。
番組終了から1年半後の1993年4月10日には、ニューヨークへ旅立った野沢直子を探す企画として2時間のスペシャル特番「夢で逢えたら伝説スペシャル〜NYで野沢直子を探すドキドキの48時間と大総集編〜」（土曜19:00 - 20:54）を放送。世帯視聴率は関東地区19.7%、関西地区20.4%を記録。浜田・内村・南原・清水の4人がニューヨークへ旅立ち、当時「チンパンジーズ」というバンドを組んでいた野沢と感動の対面を果たす（サルの着ぐるみ姿でパンクロックをシャウトする彼女に一同あ然）。そこで野沢は結婚・妊娠の発表をし、4人を呆れさせ、更に南原も結婚を発表。執拗な浜田の質問に「芸能レポーターよりうっとうしい!」と苦笑いした。一方、松本だけは東京に残り、芸人として野沢との対面よりも番組収録を選択、1人コントを撮った。これ以降、この番組の放送はないが（2000年12月31日に放送されたフジテレビのバラエティ番組を振り返る特別番組の中で過去の名場面の再放送はされている）、清水はいまだに「みどりー!」とファンから叫ばれると即興で伊集院みどりを演じてくれたり、メンバー同士が競演すると息の合ったツーカーなやりとりが見られるなど、全員のチームワークは未だ健在である。
番組終了から約18年後、2009年1月3日放送の『史上空前!! 笑いの祭典 ザ・ドリームマッチ』（TBS）に看板出演者であるダウンタウンの他に内村が参加。シャッフルコンビとして松本と内村が久しぶりにコントを披露した。番組でも『夢逢え』を意識した「20年ぶりの復活」と紹介され、優勝にあたるベストカップル賞を受賞している。
メンバー全員が『笑っていいとも!』のレギュラーを経験していた関係で、同番組の最終回である2014年3月31日放送の『笑っていいとも!グランドフィナーレ感謝の超特大号』ではダウンタウン、ウッチャンナンチャン、清水、野沢が出演し、事実上23年ぶりに全員が一堂に会することとなった。
2017年12月1日、メインディレクターとして番組を支えた星野淳一郎が57歳で逝去。通夜と葬儀にはメンバー全員も参列したが、ダウンタウンとウッチャンナンチャンはコンビそれぞれ通夜と葬儀に1人ずつ分かれて参列したと吉田正樹が語っている。

## 最終回ドラマ『Forever Friends』

### 概要
1991年11月23日と11月30日の2週に渡って放送。ある海岸の喫茶店で青春を過ごした5人が久々に集まった席で起こる過去の想い出の決別と未来への旅立ちを描いたドラマ。番組で使われた名称や出演者のエピソード（引越し業者のダンボールがコアラ便、監禁された浜田の父親、オープニング撮影で行った土地等）が出るもののギャグやオチは一切無く、野沢は写真立てに飾っている写真（初代オープニング「女神達への情歌（報道されないY形の彼方へ）」のクリップで使われている新聞記事の写真を流用）のワンシーンのみ登場する。

### あらすじ
野沢を含めた6人がアルバイトで働いた喫茶店「A Sweet Night Mare」が閉店することになったが、理由が建設会社のリゾート再開発で担当の内村を通さずに行われた地上げで内村は建設の中止を求める。仲間の会社が喫茶店を取り壊すという現実に戸惑う浜田と松本。一方南原はニューヨーク支社転勤への辞令が急遽下る。

### スタッフ
同上。

### キャスト
- 内村光良

建設会社社員。自分の会社が思い出の場所を潰す事に罪悪感を感じている。
- 清水ミチコ

喫茶店店主。
- 南原清隆

英語も堪能なエリート商社マン。ニューヨークに転勤する。四国出身。
- 浜田雅功

湘南で「洋菓子の浜田」を経営するパティシエ。しかし、東京の会社への就活が失敗した末の結果で東京に対するコンプレックスがある。
- 松本人志

職業不明（本人いわくオフシーズン）。山梨県山奥のログハウスに一人暮らし。外車所有。
- 野沢直子[注釈 6]

ニューヨーク在住。清水の手紙の相手先。
- 伊藤美奈子

浜田の妹。兄に内緒で年上の幼馴染に当たる内村と付き合っているが本人は意に介さず公認。
- 吉田典子（松雪泰子）

南原の彼女。転勤の件を黙っていた事で衝突する。
- 西岡徳馬

内村の上司。落ち込んでいる所に「人は過去には生きられない」と諭す。

## パナソニック枠
- 当時、本番組の放送枠は松下電器産業（2008年10月1日からパナソニック）の一社提供で「Panasonic枠」と呼ばれ、これはその元祖にあたる。その関係でバンドのコーナーでは清水ミチコがテクニトーンを弾いていた（それまではニュースの時間帯だったが、同番組スタートで30分繰り下げになった）。また、提供読みは「心を満たす先端技術、Human Electronics（ヒューマン・エレクトロニクス）の松下電器の提供でお送りします（しました）[注釈 7]。」だった。
- 吉田正樹は書籍のインタビューで、スポンサーになるにあたり松下電器側からあるオーダーをされたことを回想している。それは「今までは「National」だったけど、我々はこれから「Panasonic」という会社になります。そこで「世界に通用する」という感じのことをやってほしい」というものだった[注釈 8]。そこで番組スタッフは「そのためには「ミュージック&アート」である」と考え、実際にオープニング・クリップで海外ロケを行ったり、サザンオールスターズらにオープニング曲を依頼した[8]。
- 後番組にはSMAPの現在の人気の基礎を作った『夢がMORI MORI』（後の『SMAP×SMAP』）や、デビューして間もない頃のナインティナインらを擁した『めちゃ²モテたいッ!』（後の『めちゃ²イケてるッ!』）、まだCDデビュー前のKinKi Kidsが司会を務めた音楽トークバラエティ『LOVE LOVE あいしてる』（後の『新・堂本兄弟』）など、多くの人気番組が誕生した。提供自体は『ayu ready?』（浜崎あゆみ司会の音楽番組）まで行われた。また、ウッチャンナンチャン、SMAP、Kinki Kids、浜崎など一社提供番組の出演者がパナソニックのCMに出演するようになった。
- 本番組の枠移動以降、土曜23時台は前半枠（関西テレビ制作）がMIZUNO[注釈 9]→帝人[注釈 10]、後半枠がパナソニックと単独スポンサー枠だったが、現在は両者とも、同社が関わらない複数社の提供枠[注釈 11]になった。しかしお笑い芸人の中では現在でも「芸人になったからにはパナソニック枠（土曜23時の枠）でバラエティ番組を一度は担当してみたい」憧れの枠となっている[9]。
- パナソニック枠では、歴代番組のメイン出演者が同社製品のCMにも出演しており、当番組では6人全員が「マックロードムービー」、ウッチャンナンチャンが「マックロード」の後継にあたる「れんたろう」のCMに出演していた。

## 備考
- 番組初期は、ダウンタウンが大阪から収録のために毎週上京していた。そのため、肉体的にはかなりきついものだったらしく、松本は「当時のことをほとんど覚えていない」と語る[注釈 12]。さらに、当時のダウンタウンは東京での仕事の際、まだスタイリストがついていなかった為、ウンナンが1本目の収録に着た衣装をダウンタウンが2本目の収録に着ていたと語った。また、1998年に日本テレビの『いろもん・豪華特別版』（ウンナン・鶴瓶司会）にダウンタウンがゲスト出演した際、『「夢で逢えたら」の収録をズル休みしたことがある』と松本が告白していた[注釈 13]。
- タイトルをダウンタウンは「夢」、ウッチャンナンチャンは「夢逢い」あるいは「夢逢え」と呼ぶ。
- 再放送やDVD化などはされておらず、「Quick Japan vol.63」において、出演者であった内村自身も「きっとこのまま再放送しないほうがいいと思う。下手にDVD化もしない方がいい。見られない方が絶対『伝説感』は残りますから（笑）」とコメントしている。また、同誌において内村と高須光聖との対談が行われ、番組の裏側などが語られている。
- 野沢直子は1991年3月をもって芸能活動を休止し渡米するに至ったが、当時はアメリカ進出の夢に挑戦するためと説明していたものの、実際は共演するダウンタウン、ウッチャンナンチャン、清水ミチコらとの圧倒的な才能の差を見せつけられて挫折。また、自身が書いた脚本のコントは全てボツ、スタッフから白い目で見られるようになり「自分はもうダメだと思った」と苦悩した末の逃避であった事を、後に告白している[10]。
- メンバーのチームワークについて松本は、自身の著書で「（他のコンビを2組ぐらい合わせて番組やっているのを観ても）あそこまで四人（ウッチャンナンチャンとダウンタウン）がガーッとうまいことなっているっていうことは、あんまりないですね」「なんか賢いっていうか、押し引きがわかっているから四人ともね」と語っている[11]。
- 1991年9月7日放送のコントにSMAPがゲストで出演、これがダウンタウンとSMAPの初共演であった。内容は店に客で来たSMAPに浜田がハリセンで6人から叩かれるというコントだった。後にHEY!HEY!HEY!にSMAPが出演した際に浜田が「ハリセンでボコボコにされた」と語った。

## 関連書籍・CD
- 夢で逢えたら 公式キャラクターブック（1990年9月、フジテレビ出版、ISBN 978-4594006365）
- 夢で逢えたら メモリアルアルバム（1992年9月18日、ポニーキャニオン）